# فرانسوا امپسا
فرانسوا امپسا (انگلیسی: Francois Mpessa؛ زادهٔ ۳ دسامبر ۱۹۷۸) بازیکن فوتبال اهل کامرون بود.
از باشگاه‌هایی که در آن بازی کرده است می‌توان به باشگاه فوتبال مدان اشاره کرد.
وی همچنین در تیم ملی فوتبال کامرون بازی کرده است.